# Paagussat
Paagussat är en ö i Grönland (Kungariket Danmark).   Den ligger i kommunen Qaasuitsup, i den västra delen av Grönland, 1 000 km norr om huvudstaden Nuuk. Arean är 6,7 kvadratkilometer.
Terrängen på Paagussat är lite kuperad. Öns högsta punkt är 201 meter över havet. Den sträcker sig 4,5 kilometer i nord-sydlig riktning, och 3,1 kilometer i öst-västlig riktning.